# Agaton Sax och den ljudlösa sprängämnesligan
Agaton Sax och den ljudlösa sprängämnesligan (1956) är Nils-Olof Franzéns andra roman om detektiven Agaton Sax.

## Handling
Agaton Sax är på semester i Brosnien och där blir han anhållen av hemliga polisen. Han lyckas fly från sin fängelsecell. Senare träffar han en man som heter Andreas Kark och som kan omvandla grundämnen. Detta vill storskurken och sprängämnesprofessorn Anaxagoras Frank åt så att han kan göra ett ljudlöst sprängämne. Agaton Sax och Andreas Kark blir tillfångatagna av sprängämnesligan men lyckas fly i ett flygplan. De flyr till England där Agaton Sax deltar i Gamla småbilsrallyt och infångar skurkarna.